# Roncherolles-sur-le-Vivier

Roncherolles-sur-le-Vivier este o comună în departamentul Seine-Maritime, Franța. În 1 ianuarie 2022 avea o populație de 1.255 de locuitori.